# 平鲁区
平鲁区是中国山西省朔州市所辖的一个市辖区。总面积为2314平方公里，2020年人口約15万人。

## 行政区划
平鲁区下辖2个镇、11个乡：
井坪镇、凤凰城镇、白堂乡、陶村乡、下水头乡、双碾乡、阻虎乡、高石庄乡、西水界乡、下面高乡、向阳堡乡和榆岭乡。

## 人口
根據第七次人口普查數據，截至2020年11月1日零時，平魯區常住人口為148212人。

## 工业
- 安太堡露天煤矿

安太堡露天煤矿位于山西省朔州市平鲁区。80年代初，由美国富翁、美国第四大石油公司——西方石油公司老板哈默投资兴建，1985年建成投产，全部采用欧美国家的先进开采设备和技术，和现代化管理理念，是当时全球最大的露天煤矿，并得到了当时的国家领导人邓小平的关心和重视。1991年哈默去世后，哈默的女儿所代表的美方撤资，目前由中方独资管理。 矿区地质储量127.5亿吨，建设规模年产6500万吨。国家平朔露天矿分安太堡、安家岭、东露天三个煤田，每个煤田的规模年产均为1500万吨。安太堡矿是第一个开发投产，属目前中国露采机械化程度最高的矿区。三个煤田开采面积为166.6km2，其中安太堡矿为60km2，东露天矿为澳大利亚独资经营项目，采用半连续倒堆式开采工艺。 平朔安太堡露天煤矿区已经开挖采掘的六个巨型矿坑，回填土地复垦生态重建的有五个，是山西省和全国的典型有规划、有计划、有资金、有机构、有落实、有验收，“三同时”兑现率达100%。做到了全矿废水不外排，土地复垦11000多亩，复垦种植乔木27种、灌木8种、草类22种、药材18种、农作物12种。

## 知名人物
李林，原名李秀若，福建尤溪县人。年少时侨居印度尼西亚，1929年返回中国。1937年抗日战争全面爆发以来，积极参加抗日活动。1940年4月，在日军的扫荡中，为掩护机关和百姓的转移，而将日军引开，终被包围，饮弹牺牲。在李林的牺牲地平鲁县，当地政府为纪念她而修建了李林烈士陵园。平鲁区的重点高中亦被命名为李林中学。